# Antanandava (Ambatondrazaka)
Antanandava è un comune rurale (kaominina) del Madagascar situato nella parte nord-orientale della regione di Alaotra Mangoro (provincia di Toamasina), con una popolazione stimata di circa 8 000 abitanti.
Il comune è sede di un ufficio del parco nazionale di Zahamena ove è possibile organizzare visite guidate.